# 潘清福
潘清福（1936年5月9日—2017年6月30日），男，祖籍山東煙台、生於遼寧大連，中國武術家、武術指導和電影演員。

## 生平
受邀參演《少林寺》及擔任武術指導。1983年第2屆香港電影金像獎中，《少林寺》獲最佳動作指導提名。其後拍攝電影《少林小子》、《鐵與絲》、《中華武術》、《南北少林》等。